# العشيرة (ينبع النخل)
العُشَيرة قرية كانت عامرة بأسفل ينبع النخل. ثم صارت محطة للحاج المصري هناك أي القادمين عبر طريق الحج المصري. وهي أول قرى ينبع النخل مما يلي الساحل. كان بها مسجد صلّى به النبي محمد. وعند هذه القرية وقعت غزوة العشيرة التي غزاها النبي محمد وانتهت من دون قتال. وقد اندرست هذه القرية التي تقع بالقرب من عين البركة التي لاتزال معروفة مع قِدمها، وكانت إحدى عيون العُشَيرة تقع فيما بينها وبين البحر.

## التسمية والموقع
العُشَيرَة تصغير عُشَرة وهي شجرة معروفة، والعُشَيرة موضع في ينبع غزاه النبي محمد في الغزوة المعروفة بغزوة العشيرة ولم يلق كيداً. وقد أقطع النبي محمد في هذه الغزوة علي بن أبي طالب بذي العشيرة، وأشتهر هذا الموضع بجودة التمر بحيث يفضل تمره على سائر تمور الحجاز، الا الصيحاني بخيبر، والبرني والعجوة بالمدينة.
وصف البشاري المقدسي العُشيرة في القرن الرابع الهجري بأنها قرية صغيرة على الساحل قبالة ينبع، عندها نخيلات، وليس لخانها نظير.

## مسجد العشيرة
للنبي محمد في ذي العشيرة مسجد كان معروفاً إلى عهد قريب. وهو مسجد القرية الذي ينزله الحاج المصري بينبع في وِرده وصَدره. وقد روى ابن زبالة عن علي بن أبي طالب أن النبي محمد صلّى في مسجد ينبع بعين بولا. والعين اليوم جارية عنده، لكن لا تعرف بهذا الاسم. قال المجد: وهذا المسجد اليوم من المساجد المقصودة المشهورة، والمعابد المشهودة المذكورة. 
ويُفهم من كلام السيد السمهودي صاحب الدرر ومن تقدمه أن عين العشيرة تعرف بعين بَولا، وأن النبي محمد صلّى في مسجدها، وهو المعروف بمسجد ينبع ومسجد العُشَيرة. ثم أصبحت عين بَولا من املاك علي بن أبي طالب.
وقد زار الشيخ الحسين بن محمد الورثلاني الجزائري هذا المسجد في القرن الثاني عشر الهجري ووصفه قائلاً: وقد دخلنا هذا المسجد وقِلنا فيه، حتى صلينا الظهر والعصر، وتوضأنا من هذه العين، وعليها نخيل ملتفة ناعمة، ووجدنا بها العام يبس ماء العين، وانهدم بعض سقف المسجد، وذبلت النخل.

## غزوة العشيرة
خرج النبي محمد لغزو قريش في جمادى الأولى من السنة الثانية للهجرة، فَاسْتَعْمَلَ عَلَى الْمَدِينَةِ أَبَا سَلَمَةَ بْنِ عَبْدِ الْأَسَدِ، فِيمَا قَالَ ابْنُ هِشَامٍ. قَالَ ابْنُ إسْحَاقَ: فَسَلَكَ عَلَى نَقْبِ بَنِي دِينَارٍ، ثُمّ عَلَى فَيْفَاءِ الْخَبَارِ، فنزل تحت شجرة ببطحاء ابن أزهر، يقال لها ذات الساق فصلّى عندها، فَثَمَّ مَسْجِدُهُ صَلَّى اللَّهُ عَلَيْهِ وَسَلَّمَ وَصُنِعَ لَهُ عِنْدَهَا طَعَامٌ فَأَكَلَ مِنْهُ وَأَكَلَ النّاسُ مَعَهُ فَمَوْضِعُ أَثَافِي الْبُرْمَةِ مَعْلُومٌ هُنَالِكَ وَاسْتُقِيَ لَهُ مِنْ مَاءٍ بِهِ يُقَالُ لَهُ الْمُشْتَرِبُ، ثُمّ ارْتَحَلَ رَسُولُ اللهِ صَلَّى اللَّهُ عَلَيْهِ وَسَلَّمَ فَتَرَكَ الْخَلَائِقَ بِيَسَارِ وَسَلَكَ شُعْبَةً يُقَالُ لَهَا: شُعْبَةُ عَبْدِ اللهِ، وَذَلِكَ اسْمُهَا الْيَوْمَ ثُمّ صَبّ لِلْيَسَارِ حَتّى هَبَطَ يَلْيَلَ، فَنَزَلَ بِمُجْتَمَعِهِ وَمُجْتَمَعِ الضّبُوعَةِ، وَاسْتَقَى مِنْ بِئْرٍ بِالضّبُوعَةِ ثُمّ سَلَكَ الْفَرْشَ فَرْشَ مَلَلَ، حَتّى لَقِيَ الطّرِيقَ بِصُحَيْرَاتِ الْيَمَامِ ثُمّ اعْتَدَلَ بِهِ الطّرِيقُ حَتّى نَزَلَ الْعُشَيْرَةَ مِنْ بَطْنِ يَنْبُعَ. فَأَقَامَ بِهَا جُمَادَى الْأُولَى وَلَيَالِيَ مِنْ جُمَادَى الْآخِرَةِ وَادَعَ فِيهَا بَنِي مُدْلِجٍ وَحُلَفَاءَهُمْ مِنْ بَنِي ضَمْرَةَ ثُمّ رَجَعَ إلَى الْمَدِينَةِ، وَلَمْ يَلْقَ كيداً.

## وصلات خارجية
- غزوة العشيرة وآثار الصحابة